# Montgomery Kone
Montgomery Kone war die Verschmelzungsmarke zwischen Montgomery Elevator Company und KONE in den Vereinigten Staaten. Sie wurde gebildet, nachdem KONE Montgomery 1994 kaufte. Die Marke wurde offiziell im Jahre 1999 aufgelöst und ist jetzt bekannt als KONE.

## Bemerkenswerte Installationen
- Palisades Shopping Center, West Nyack, NY
- Museum of Science and Industry, Chicago, IL
- Park Hyatt Hotel, Chicago, IL
- Park Hyatt Hotel, Chicago, ILAlbuquerque International Sunport (AIS) Airport, Albuquerque, NM
- Marriott's Beach Place Tower, Fort Lauderdale Beach, FL
- Missouri State Capitol, Jefferson City, MO
- Kansas City Convention Center Arena, Kansas City, MO
- Denver International Airport, Denver, CO (1995)
- State of Georgia Building, Atlanta, GA (1994–1996, modernizations)

## Trivia
Der AMD Tür öffner von Kone wurde unter dieser Marke als erstes erfunden (US-Patent no.: 5797471).

## Notizen und Referenzen
- Patent  US5797471A: Linear door drive operator. Angemeldet am 19. Juli 1996, veröffentlicht am 25. August 1998, Anmelder: Montgomery Kone Inc, Erfinder: John Princell.‌